# PKP Pt31 sorozat
A PKP Pt31 sorozat egy lengyel szerkocsis gőzmozdonysorozat volt.

## Története
1932 és 1940 között 110 db készült belőlük. Lengyelország megszállása után 54 német, 36 szovjet, kettő pedig román állományba került. 1940-ben további 12 került a Német Birodalmi Vasúthoz. Ezeket a DRB a 39.1 sorozatba osztotta be. 1942-ben a Pt31 sorozat mozdonyait a DRB a 19.1 sorozatba sorolta át.